# Липтовски Трновец
Липтовски Трновец (слч. Liptovský Trnovec) насељено је мјесто са административним статусом сеоске општине (слч. obec) у округу Липтовски Микулаш, у Жилинском крају, Словачка Република.

## Становништво
| Година:    | 1994. | 2004.   | 2014.   | 2024.    |
| ---------- | ----- | ------- | ------- | -------- |
| Број људи: | 545   | 541     | 555     | 633      |
| Разлика:   |       | -0,73 % | +2,58 % | +14,05 % |

| Година:    | 2023. | 2024.   |
| ---------- | ----- | ------- |
| Број људи: | 616   | 633     |
| Разлика:   |       | +2,75 % |

Према подацима о броју становника из 2011. године насеље је имало 568 становника.